# De nuevo otra vez
De nuevo otra vez és una pel·lícula de l'Argentina filmada en colors dirigida per Romina Paula sobre el seu propi guió que es va estrenar el 6 de juny de 2019 i que va tenir com a actors principals a Esteban Bigliardi, Mariana Chaud, Denise Groesman i Romina Paula. A la pel·lícula actuen tant la directora com el seu fill Ramón i la seva mare Mónica, encarnant en la ficció els mateixos papers que en la realitat.

## Sinopsi
Una dona amb el seu fill de tres anys que viu amb el seu xicot a les serralades de Còrdova, torna a casa de la seva mare a Buenos Aires per reflexionar sobre la seva parella. Per a això tracta de reviure la seva vida de soltera, sortir de nit, saber qui era abans de ser mare.

## Repartiment
Van intervenir en el film els següents intèrprets:
- Ramón Cohen Arazi...	Ramón
- Esteban Bigliardi	...	Javier
- Mariana Chaud	...	Mariana
- Denise Groesman	...	Denise
- Romina Paula	...	Romina
- Mónica Rank	...	Mónica
- Pablo Sigal	...	Pablo

## Crítiques
Gaspar Zimerman a Clarín va opinar:
| « | ”Les situacions que travessa Romina (els personatges tenen el nom dels seus intèrprets) mostren la seva cerca per retrobar-se amb qui alguna vegada va ser i ja no tornarà a ser: algú gairebé sense obligacions i amb poques preocupacions més que passar-la bé amb els seus amics. Però el punt el naixement de Ramón com el pas del temps (l'adultesa) van canviar tot per sempre. Aquestes escenes costumistes alternen passatges de intrascendència amb alguns diàlegs rics. O monòlegs, com aquest missatge d'àudio en el qual Romina descriu cruament la desesperació que li produeix l'existència d'un ésser que depèn d'ella: la idealització de la maternitat es fa miques en un minut. Entre les escenes …es projecten diapositives de la família de Paula mentre la veu en off de la directora repassa la història de les seves arrels. Aquests textos -sobre la maternitat, la por i el desig, la crisi dels 40- són els que contenen la càrrega assatgística de la pel·lícula. I que en definitiva l'emparenten molt més amb la literatura que amb el cinema.” | » |

## Nominacions
La pel·lícula va ser nominada per al Gran Premi Ciutat de Lisboa en la competència internacional al Festival Internacional de Cinema Independent de Lisboa de 2019 i al Premi a la Millor Primera Pel·lícula al Festival Internacional de Cinema de Rotterdam.

## Premis
Festival Internacional de Cinema de Sant Sebastià
| Any  | Categoria        | Pel·lícula        | Resultat  |
| ---- | ---------------- | ----------------- | --------- |
| 2019 | Premi Horizontes | De nuevo otra vez | Guanyador |